# Bussekater
Ein Bussekater ist ein mythisches Tier und Zauberer in Gestalt eines großen, schwarzen Katers, der die Größe eines Hundes erreicht. Er hat ein pechschwarzes Fell und glühende Augen.
Als Figur in Märchen, Sagen und Fabeln erscheint der Bussekater als eine Kinderschreck-Figur, mit der man den Kindern Angst machen wollte, damit sie nachts nicht nach draußen gehen. Er kann daher als das böse Gegenstück zum freundlichen gestiefelten Kater angesehen werden.
In der Dämmerung und bei Nacht schleicht der Bussekater wie ein Raubtier durch die Gassen. Wenn er über die Höfe streift, verkriechen sich die Hunde, die Katzen, das Geflügel und all die anderen Haustiere in ihre Schlupfwinkel. Er lauert jedoch nicht nur den Tieren auf, sondern er schaut jeden Tag, ob es am Abend oder in der Nacht noch schreiende und lärmende Kinder auf der Straße gibt. Wenn er ein Kind erblickt, fällt er es an, faucht und kratzt es mit seinen Krallen. Seine Augen weiten sich und er reckt seinen Buckel in die Höhe. Die zu Tode erschrockenen Kinder schreien daraufhin so laut, dass die Balken in den Häusern sich bewegen. Die Eltern warnen dann ihre Kinder: „Der Bussekater geht um!“
Im Bussekater soll ein böser und mächtiger Zauberer wohnen, der die Gestalt eines Katers annehmen kann. Wenn er die Kinder dreimal schnappt und mit dem Schwanz berührt, dann sind sie ihm auf Lebenszeit verfallen. Sie bereiten ihren Eltern nur Sorgen und Kummer und müssen als Straßenkinder elendig zugrunde gehen. Während diese sich als Verdammte auf den Straßen herumtreiben und nicht mehr von ihm loskommen können, machen die artigen Kinder zuhause ihre Schularbeiten und lernen fleißig. Diese Kinder bilden das Gegenstück zu den Verdammten auf den Straßen.

## Einzelnachweis
1. ↑  Michael Grube: Sagenschatz des Kreises Peine – Index. Abgerufen am 28. August 2018.